# 夏扎家族

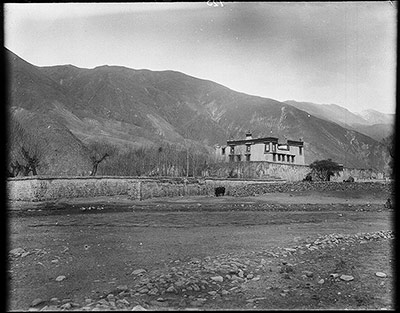
夏扎家府邸（查尔斯·贝尔爵士于1921年前往甘丹寺途中所摄）

夏扎家族（藏語：བཤད་སྒྲ་，威利转写：bshad sgra，THL：Shédra），全称夏扎俄巴（藏語：བཤད་སྒྲ་འོག་པ་，威利转写：bshad sgra 'og pa，THL：Shédra Okpa），为西藏贵族之一。该家族历史上与甘丹寺关系密切，在八世达赖喇嘛时期家族称谓改为“夏扎俄巴谿卡”，后逐渐简为“夏扎”并沿用至今。

## 历史
夏扎家族虽然在十六、十七世纪的历史记载中已经出现，但在十八世纪上半叶却完全消失。1751年该家族重新复出，奠基人为出生于1760年左右的夏扎·贡嘎班珠儿，他曾担任噶伦。他的继承人是两人儿子顿珠布多尔济与贡嘎丹增。
此后，夏扎家族最负盛名者是原先来自比喜家族的汪曲结布，他是顿珠布多尔济的养子与女婿。他曾任噶伦，1854年（咸丰四年）他被咸丰帝封为辅国公，1862年成为摄政并获“诺门汗”法号。
汪曲结布去世后，其侄才仁旺秋继承了家业，但后被革职抄家，家业则由汪曲结布的女婿彭错多吉主持。在这之后夏扎家族的下一位重要人物是彭错多吉的女婿班觉多吉。他是近代西藏史上一位受到争议的人物，1907年达赖喇嘛任命他为三位伦钦（最高大臣）之一，后曾任西姆拉会议西藏代表团团长。
班觉多吉之后夏扎家族的影响便逐渐减弱。

## 人物
- 贡嘎班珠儿（ཀུན་དགའ་དཔལ་འབྱོར་，kun dga' dpal 'byor，1760年？－1804年后），1791年升任噶伦，1793年家族获得新的土地——工布俄绒谿卡。
  - 子：郭珠布多尔济（དོན་གྲུབ་རྡོ་རྗེ་，don grub rdo rje，？－1840年），担任过噶伦，曾主持修复桑耶寺并出资编纂九世达赖喇嘛传。此后因有功先后获孔雀顶翎（1822年）、二等珊瑚顶翎（1828年），1831年擢升为二等台吉。
    - 子：四郎班足拆里（བསོད་ནམས་དཔལ་འབྱོར་ཚེ་རིན་，bsod nams dpal 'byor tshe rin，1816年－？），1842年承袭二等台吉称号。
      - 子：才旦班觉（ཚེ་བརྟན་དཔལ་འབྱོར་，tshe brtan dpal 'byor，？－1863年），1853年获封二等台吉。
        - 子：才仁旺秋（ཚེ་རིང་དབང་ཕྱུང་，tshe ring dbang phyung，？－1871年？），承袭二等台吉称号。1866年获孔雀顶翎。1869年成为噶伦，但后被革职抄家。

    - 养子/女婿：汪曲结布（དབང་ཕྱུག་རྒྱལ་པོ་，dbang phyug rgyal po，？－1864年），来自比喜家族，顿珠布多尔济的养子与女婿。1843年因功擢升为噶伦，并被赐予二等台吉称号。1846年获珊瑚顶戴、孔雀花翎。1854年被咸丰帝封为辅国公，并获红宝石顶戴。1862年在摄政热振活佛被废黜后成为摄政（第悉），是1750年珠尔墨特那木扎勒去世后统治西藏的唯一一位俗人。
      - 女婿：彭错多吉（ཕུན་ཚོགས་རྡོ་རྗེ་，phun tshogs rdo rje），曾任孜本。
        - 女婿：班觉多吉（དཔལ་འབྱོར་རྡོ་རྗེ་，dpal 'byor rdo rje，1860年－1919年），1893年出任噶伦，曾与英国官员来往密切。1907年被达赖喇嘛任命为三位伦钦（最高大臣）之一。1910年随达赖喇嘛逃往印度，1912年回藏。次年出任西姆拉会议西藏代表团团长。
          - 子：班觉索旺（དཔལ་འབྱོར་བསོད་དབང་，dpal 'byor bsod dbang，？－1928年），1919年任孜本，五年后被解职。此后达赖喇嘛原想任命他为噶伦，但在任命还未下达时便已去世。
            - 子：甘丹班觉（དགའ་ལྡན་དཔལ་འབྱོར་，dga' ldan dpal 'byor，1922年－），1942年与擦绒·达桑占堆之女贡桑拉吉成婚。曾任糌楞、噶仲。后任西藏自治区政协常委。

          - 子：（佚名），（？－1917年），生父为班觉多吉兄弟香喀巴。1912年任曾噶仲，1915年任代本。
          - 子：居美多杰（འགྱུར་མོད་སྟོབས་རྒྱལ་，'gyur mod stobs rgyal，1896年－1967年），生父为香喀巴。1921年曾任查尔斯·贝尔爵士（Sir Charles Alfred Bell）的聂向。1938年接受台吉称号，1939年任堆噶本。1951年出任噶察，1959年与达赖喇嘛一同逃往印度。
          - 女：班觉多吉有两位女儿嫁给拉鲁家族的晋美朗杰。
          - 妹：央宗次仁，最初为朗顿·顿珠多吉外室，后嫁给拉鲁·晋美朗杰，并在晋美朗杰去世后成为拉鲁家族的家长，被称为拉鲁拉姜。

  - 子：贡嘎丹增，曾出家为僧，后还俗并在政府中任司库和孜本。